# 工人革命潮流
工人革命潮流（西班牙語：Corriente Revolucionaria de Trabajadores，缩写为CRT）是西班牙的一个托洛茨基主义组织。该组织成立于2005年，分裂自“新透明”，当时取名为阶级反对阶级。2017年，该组织改用现名。该组织在巴塞罗那和萨拉戈萨有较强的存在感，积极参与当地的学生运动。该组织反对联合左翼自1993年以来推行的改良主义路线。
该组织的意识形态是共产主义、马克思主义、托洛茨基主义。该组织的政治立场是极左翼。该组织的青年翼是“不准通过革命协会”。该组织的总部位于巴塞罗那。该组织出版杂志《反潮流》。该组织是托洛茨基主义派—第四国际的支部。